# Lista siturilor arheologice din județul Hunedoara - M
Lista siturilor arheologice din județul Hunedoara - M conține toate siturile arheologice din județul Hunedoara înscrise în Repertoriul Arheologic Național (RAN) și aflate în localități al căror nume începe cu litera M. RAN este administrat de Ministerul Culturii și Patrimoniului Național și cuprinde date științifice, cartografice, topografice, imagini și planuri, precum și orice alte informații privitoare la zonele cu potențial arheologic, studiate sau nu, încă existente sau dispărute.
Puteți căuta un sit din localitățile care încep cu litera M folosind formularul de mai jos sau puteți naviga prin toate siturile din județ la Lista siturilor arheologice din județul Hunedoara.
| Cod RAN                                   | Denumire | Localitate                                | Adresă                                                | Datare           | Descoperit | Coordonate                                    | Imagine           | Erori            |
| ----------------------------------------- | --- | ----------------------------------------- | ----------------------------------------------------- | ---------------- | ---------- | --------------------------------------------- | ----------------- | ---------------- |
| 87905.01.01                               | Așezarea de la Mada - "Peștera Zidită" / ansamblu anonim (Categorie: locuire civilă) (Tip: Așezare în peșteră)                       | sat Mada, comuna Balșa                    | Peștera Zidită                                        | sec. XIV - XVIII | 1998       | 46°00′24″N 23°07′36″E / 46.00669°N 23.1268°E  | Încărcați imagine | Raportați eroare |
| 87905.01.02                               | Așezarea de la Mada - "Peștera Zidită" / ansamblu anonim (Categorie: locuire civilă) (Tip: Așezare în peșteră)                       | sat Mada, comuna Balșa                    | Peștera Zidită                                        | Coțofeni         | 1998       | 46°00′24″N 23°07′36″E / 46.00669°N 23.1268°E  | Încărcați imagine | Raportați eroare |
| 87905.02.01                               | Necropola tumulară de la Mada - "Chiciorele" / ansamblu anonim (Categorie: descoperire funerară) (Tip: Necropolă)                    | sat Mada, comuna Balșa                    | Chiciorele                                            |                  |            | 46°00′10″N 23°07′38″E / 46.00288°N 23.12721°E | Încărcați imagine | Raportați eroare |
| 87905.02.01                               | Necropola tumulară de la Mada - "Chiciorele" / complex T. 2/1999 (Categorie: descoperire funerară) (Tip: tumul)                      | sat Mada, comuna Balșa                    | Chiciorele                                            |                  |            | 46°00′10″N 23°07′38″E / 46.00288°N 23.12721°E | Încărcați imagine | Raportați eroare |
| 87905.02.01                               | Necropola tumulară de la Mada - "Chiciorele" / complex T. 3/1999 (Categorie: descoperire funerară) (Tip: tumul)                      | sat Mada, comuna Balșa                    | Chiciorele                                            |                  |            | 46°00′10″N 23°07′38″E / 46.00288°N 23.12721°E | Încărcați imagine | Raportați eroare |
| 92051.01.01                               | Așezarea de epocă romană de la Mintia - Fabrica de acetilenă / ansamblu anonim (Categorie: locuire civilă) (Tip: Așezare)            | sat Mintia, comuna Vețel                  | strada Șantierului, nr. 1, punct Fabrica de acetilenă |                  |            | 45°54′48″N 22°49′55″E / 45.91342°N 22.83187°E | Încărcați imagine | Raportați eroare |
| 90501.01.01                               | Așezare de epocă romană de la Mănerău - Rovina / ansamblu anonim (Categorie: locuire civilă) (Tip: Villa rustica)                    | sat Mănerău, comuna Pestișu Mic           | Rovina                                                |                  |            |                                               | Încărcați imagine | Raportați eroare |
| 89295.01.01                               | Așezarea neolitică de la Măgura - "Toplița" / ansamblu anonim (Categorie: locuire civilă) (Tip: Așezare)                             | sat Măgura-Toplița, comuna Certeju de Sus | Măgulicea                                             | Turdaș           |            |                                               | Încărcați imagine | Raportați eroare |
| 89295.01.02                               | Așezarea neolitică de la Măgura - "Toplița" / ansamblu anonim (Categorie: locuire civilă) (Tip: Așezare)                             | sat Măgura-Toplița, comuna Certeju de Sus | Măgulicea                                             | Starčevo - Criș  |            |                                               | Încărcați imagine | Raportați eroare |
| 89650.01                                  | Unelte neolitice la Mermezeu-Văleni (Categorie: descoperire izolată) (Tip: obiect izolat)                                            | sat Mermezeu-Văleni, oraș Geoagiu         |                                                       |                  |            |                                               | Încărcați imagine | Raportați eroare |
| 88831.01                                  | Topor neo-eneolitic la Mihăileni (Categorie: descoperire izolată) (Tip: obiect izolat)                                               | sat Mihăileni, comuna Buceș               |                                                       |                  |            |                                               | Încărcați imagine | Raportați eroare |
| 92051.02.01                               | Așezarea neolitică de la Mintia - Gerhat / ansamblu anonim (Categorie: locuire civilă) (Tip: Așezare)                                | sat Mintia, comuna Vețel                  | Gerhat                                                | Turdaș           |            | 45°55′00″N 22°50′12″E / 45.9166°N 22.83673°E  | Încărcați imagine | Raportați eroare |
| 92051.02.02                               | Așezarea neolitică de la Mintia - Gerhat / ansamblu anonim (Categorie: locuire civilă) (Tip: Așezare)                                | sat Mintia, comuna Vețel                  | Gerhat                                                | Petrești         |            | 45°55′00″N 22°50′12″E / 45.9166°N 22.83673°E  | Încărcați imagine | Raportați eroare |
| 91143.01.01 (Cod LMI: HD-II-m-A-03363.01) | Cetatea medievală de la Mălăiești- Sub Brazi / ansamblu Cetatea Mălăiești (Categorie: locuire civilă) (Tip: Donjon)                  | sat Mălăești, comuna Sălașu de Sus        | Sub Brazi                                             | sec. XIV         |            | 45°28′59″N 22°56′51″E / 45.48314°N 22.94739°E | Încărcați imagine | Raportați eroare |
| 91143.01.01 (Cod LMI: HD-II-m-A-03363.01) | Cetatea medievală de la Mălăiești- Sub Brazi / ansamblu Cetatea Mălăiești / complex anonim (Categorie: locuire civilă) (Tip: donjon) | sat Mălăești, comuna Sălașu de Sus        | Sub Brazi                                             | sec. XIV         |            | 45°28′59″N 22°56′51″E / 45.48314°N 22.94739°E | Încărcați imagine | Raportați eroare |
| 91143.01.02 (Cod LMI: HD-II-m-A-03363.02) | Cetatea medievală de la Mălăiești- Sub Brazi / ansamblu anonim (Categorie: locuire civilă) (Tip: Incintă)                            | sat Mălăești, comuna Sălașu de Sus        | Sub Brazi                                             | sec. XIV         |            | 45°28′59″N 22°56′51″E / 45.48314°N 22.94739°E | Încărcați imagine | Raportați eroare |
| 92051.03.01                               | Mormântul de epoca romană de la Mintia - Biserica reformată / ansamblu anonim (Categorie: construcție de cult) (Tip: Mormânt)        | sat Mintia, comuna Vețel                  | Str. Avram Iancu 32, punct Biserica reformată         |                  |            |                                               | Încărcați imagine | Raportați eroare |
| 92051.04.01 (Cod LMI: HD-II-m-A-03365)    | Biserica reformată de la Mintia / ansamblu anonim (Categorie: construcție de cult) (Tip: biserică)                                   | sat Mintia, comuna Vețel                  | Str. Avram Iancu 32                                   | sec. XVI         |            |                                               | Încărcați imagine | Raportați eroare |
| 87905.03.01                               | Movila de la Mada - Pleașa Mică / ansamblu anonim (Categorie: mormant tumular) (Tip: movila)                                         | sat Mada, comuna Balșa                    | Pleașa Mică                                           |                  |            | 46°00′12″N 23°07′44″E / 46.00345°N 23.12878°E | Încărcați imagine | Raportați eroare |
| 89295.02.01                               | Mina de epocă romană de la Măgura-Toplița / ansamblu anonim (Categorie: exploatare/carieră) (Tip: Mină)                              | sat Măgura-Toplița, comuna Certeju de Sus |                                                       |                  |            |                                               | Încărcați imagine | Raportați eroare |
| 89295.02                                  | Mina de epocă romană de la Măgura-Toplița / ansamblu anonim (Categorie: exploatare/carieră)                                          | sat Măgura-Toplița, comuna Certeju de Sus |                                                       |                  |            |                                               | Încărcați imagine | Raportați eroare |
| 91143.02.01                               | Necropola medievală de la Mălăiești- Progadea cea Veche / ansamblu anonim (Categorie: decoperire funerară) (Tip: necropola)          | sat Mălăești, comuna Sălașu de Sus        | Progadea cea Veche                                    |                  |            |                                               | Încărcați imagine | Raportați eroare |
| 90501.02.01                               | Mina de epocă romană de la Mânerău / ansamblu anonim (Categorie: exploatare/carieră) (Tip: Mină)                                     | sat Mănerău, comuna Pestișu Mic           |                                                       |                  |            |                                               | Încărcați imagine | Raportați eroare |
| 87317.01.01                               | Biserica medievală de la Mesteacăn / ansamblu anonim (Categorie: construcție de cult) (Tip: Biserică)                                | sat Mesteacăn, municipiul Brad            |                                                       | sec. XVI         |            |                                               | Încărcați imagine | Raportați eroare |
| 87317.02.01                               | Mina de epocă romană de la Mesteacăn / ansamblu anonim (Categorie: exploatare/carieră) (Tip: Mină)                                   | sat Mesteacăn, municipiul Brad            |                                                       |                  |            |                                               | Încărcați imagine | Raportați eroare |
| 90789.01.01                               | Mina de epocă romană de la Mesteacăn / ansamblu anonim (Categorie: exploatare/carieră) (Tip: Mină)                                   | sat Mesteacăn, comuna Răchitova           |                                                       |                  |            |                                               | Încărcați imagine | Raportați eroare |
| 92079.01.01                               | Mina de cupru de epocă medievală de la Muncelu Mic / ansamblu anonim (Categorie: exploatare/carieră) (Tip: Mină)                     | sat Muncelu Mic, comuna Vețel             |                                                       |                  |            |                                               | Încărcați imagine | Raportați eroare |
| 88831.02.01                               | Așezarea Coțofeni de la Mihăileni - Vechea Biserică / ansamblu anonim (Categorie: locuire) (Tip: Așezare)                            | sat Mihăileni, comuna Buceș               | Vechea Biserică                                       | Coțofeni         |            |                                               | Încărcați imagine | Raportați eroare |
| 90501.03.01                               | Situl arheologic de la M Situl arheologic de la Mânerău - Dealul Gilii / ansamblu anonim (Categorie: locuire) (Tip: Așezare)         | sat Mănerău, comuna Pestișu Mic           | Dealul Gilii                                          | Starcevo - Criș  |            |                                               | Încărcați imagine | Raportați eroare |
| 90501.03.02                               | Situl arheologic de la M Situl arheologic de la Mânerău - Dealul Gilii / ansamblu anonim (Categorie: locuire) (Tip: Așezare)         | sat Mănerău, comuna Pestișu Mic           | Dealul Gilii                                          |                  |            |                                               | Încărcați imagine | Raportați eroare |